# Emilio Segrè
Emilio Gino Segrè (Tivoli, 1 februari 1905 – Lafayette (Californië), 22 april 1989) was een Italiaans natuurkundige en in 1959 winnaar van de Nobelprijs voor Natuurkunde samen met Owen Chamberlain, voor de ontdekking van het antiproton.

## Biografie
Segrè werd geboren in het Italiaanse Tivoli als zoon van de Joodse industrieel Giuseppe Segrè (1859-1944) en Amelia Treves (1868-1943). Zijn oudere broers waren Angelo Segrè, historicus, en Marco Segrè, ingenieur in de fabriek van zijn vader. Hij genoot zijn opleiding in Tivoli en Rome om vervolgens in 1922 toe te treden tot de Universiteit Sapienza te Rome als student techniek. In 1927 verruilde hij dit voor natuurkunde en studeerde in 1928 af. Zijn promotor was Enrico Fermi.
Na voltooiing van zijn diensttijd bij het Italiaanse leger (1928/29) keerde hij in 1929 terug naar de universiteit van Rome als assistent van professor Orso Mario Corbino. Als Rockefeller Foundation fellow in 1930 werkte hij met Otto Stern in Hamburg en met Pieter Zeeman in Amsterdam. Samen met Cornelis Bakker, de latere eerste directeur-generaal van CERN, schreef hij een artikel over het zeemaneffect. In 1932 keerde hij terug naar Italië en werd er assistent-professor aan de universiteit Sapienza, waar hij onafgebroken werkte met Fermi. In 1936 werd hij benoemd tot directeur van het natuurkundig laboratorium aan de universiteit van Palermo, waar hij aanbleef tot 1938.
In 1937 kreeg Segrè van Ernest Lawrence een molybdeenmonster toegestuurd dat in een cyclotron was gebombardeerd met deuteriumkernen. Samen met de mineraloog Carlo Perrier ontdekte hij dat het een nieuw element betrof, die de naam technetium kreeg. Het was het eerste kunstmatig geproduceerde chemisch element dat niet in de natuur voorkomt.

## Verenigde Staten
Toen Segrè in 1938 op zomerbezoek was in Californië, voerde Benito Mussolini's fascistische regering antisemitische wetten in die Joden uitsloot van universiteitsposities. Ernest Lawrence bood hem vervolgens een baan als onderzoeksmedewerker aan bij het Berkeley Radiation Lab van de universiteit van Californië. Later was hij docent bij de faculteit natuurkunde.
Daar maakte hij deel uit van het team die het element astaat ontdekte en de isotoop plutonium-239 (dat later gebruikt werd in de Fat Man – de atoombom die op Nagasaki werd ingezet). Van 1943 tot 1946 werkte hij in Los Alamos als groepsleider voor het Manhattan Project. In 1944 maakte hij de cruciale ontdekking dat plutonium gemaakt in een kernreactor een hogere concentratie van de isotoop plutonium-240 bevat dan plutonium geproduceerd in een cyclotron. Datzelfde jaar werd hij Amerikaans staatsburger.
Na de oorlog keerde hij terug als professor natuurkunde aan de universiteit van Californië, een positie die hij behield tot aan zijn pensionering in 1989. Op 21 september 1955 ontdekte hij samen met medeprofessor Owen Chamberlain, Clyde Wiegand en graduatestudent Thomas Ypsilantis het antiproton – de negatief geladen tegenhanger van het proton. Het ongrijpbare deeltje werd geproduceerd in de Bevatron, de deeltjesversneller van Berkeley. Hiermee werd belangrijk bewijs geleverd voor Paul Diracs theorie van antimaterie.

## Erkenning
Naast de Nobelprijs van de Natuurkunde verkreeg Segrè nog enkele belangrijke onderscheidingen, waaronder de Hoffman-medaille (1958) van het Duits Scheikundig Genootschap en de Cannizzaro-medaille van de Italiaanse Accademia dei Lincei in 1955. Hij was onder andere lid van de National Academy of Sciences, de Duitse Academie van Wetenschap in Heidelberg en de Accademia dei Lincei in Italië.

## Publicaties
- Experimental Nuclear Physics (1953, met Norman Ramsey)
- Nuclei and Particles (1964)
- Enrico Fermi, Physicist (1970, biografie)
- From X-rays to Quarks: Modern Physicists and Their Discoveries (1980)
- From Falling Bodies to Radio Waves: Classical Physicists and Their Discoveries (1984)
- A Mind Always in Motion: The Autobiography of Emilio Segrè (1993, postuum)